# 彭氏山鱂
彭氏山鱂為輻鰭魚綱鯉齒目鯉齒亞目鯉齒鱂科的其中一種，被IUCN列為次級保育類動物，分布於南美洲的的喀喀湖及亞馬遜河上游流域，體長可達23.5公分，棲息在中底層水域，生活習性不明。

## 擴展閱讀
維基物種上的相關：彭氏山鱂